# Eva Anckarsvärd
Eva Sofia Charlotta Anckarsvärd, gift Gripenstedt, född 10 januari 1819 på Bystad herrgård i Askers socken i Närke, död 8 december 1887 vid ett besök på Tidö slott (bosatt på Nynäs i Södermanland), var en svensk konstnär. Hon är även känd som författare. Hon är representerad vid Nationalmuseum. Gift 1842 med blivande finansministern Johan August Gripenstedt (1813–1874). 